# عبد الله كيجودا
عبد الله كيجودا (25 نوفمبر 1953 - 12 أكتوبر 2015) كان سياسيًا تنزانيًا في الحزب الثوري وعضوًا في البرلمان عن دائرة هاندني من 1995 إلى 2015. شغل منصب وزير الصناعة والتجارة من 1996 إلى 1997، ووزير للطاقة والمعادن من 1997 إلى 2000، ووزير دولة في مكتب الرئيس للتخطيط والخصخصة من 2000 إلى 2005، ومرة أخرى كوزير للصناعة والتجارة من 2012 إلى 2015.
فاز بأغلبية ساحقة في ترشيح الحزب الثوري لدائرة هاندني الانتخابية قبل الانتخابات البرلمانية لعام 2005، حيث حصل على 1.216 صوتًا بينما حصل أقرب خصومه الأربعة في الترشيح على 94 صوتًا.
توفي في 12 أكتوبر 2015 أثناء تلقيه العلاج في الهند.